# Epirrhoe crispoides
Epirrhoe crispoides är en fjärilsart som beskrevs av Claude Herbulot 1988. Epirrhoe crispoides ingår i släktet Epirrhoe och familjen mätare. Inga underarter finns listade i Catalogue of Life.